# Palácio da Generalidade da Catalunha
O Palácio da Generalidade (oficialmente e em catalão Palau de la Generalitat) é a sede da Presidência da Generalidade da Catalunha. Tal como o de Valência, é um dos poucos edifícios de origem medieval na Europa que se mantém como sede da governação da instituição que o construiu, a Generalidade da Catalunha. Localiza-se no bairro gótico da cidade de Barcelona na Praça de São Jaime, em frente à Casa da Cidade. O Palácio da Generalitat é um dos símbolos mais preciosos da Catalunha, entre outros motivos pelo fato de ter conseguido superar contingências históricas e políticas e porque se ergue, juntamente com o Palácio do Parlamento, num bastião da democracia na Catalunha.

## Galeria de imagens

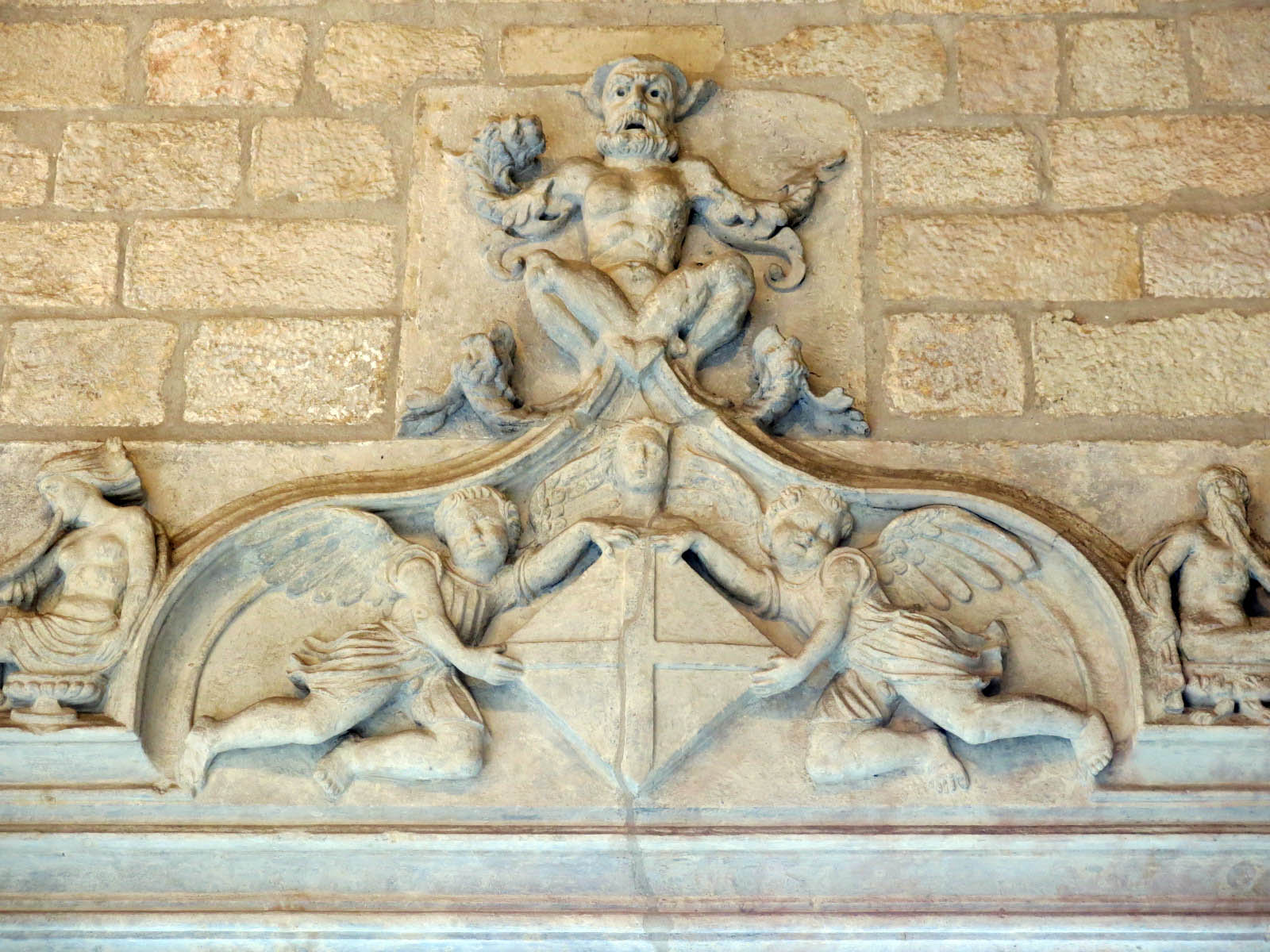
Galeria gótica
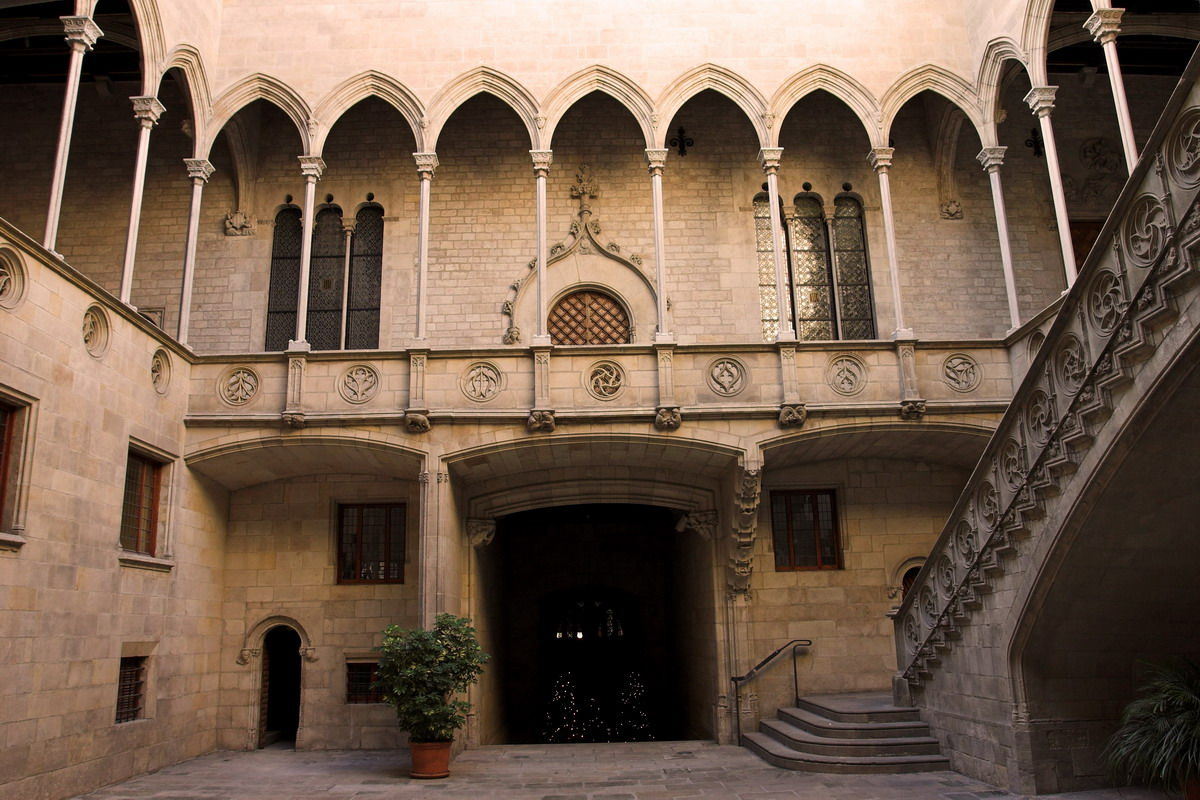
Pátio gótico, com a entrada original do séc. XV
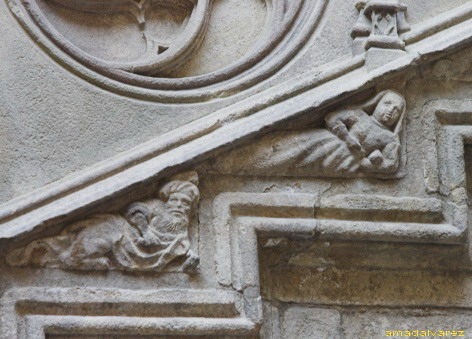
Personagens na escadaria gótica (Marc Safont, 1424)
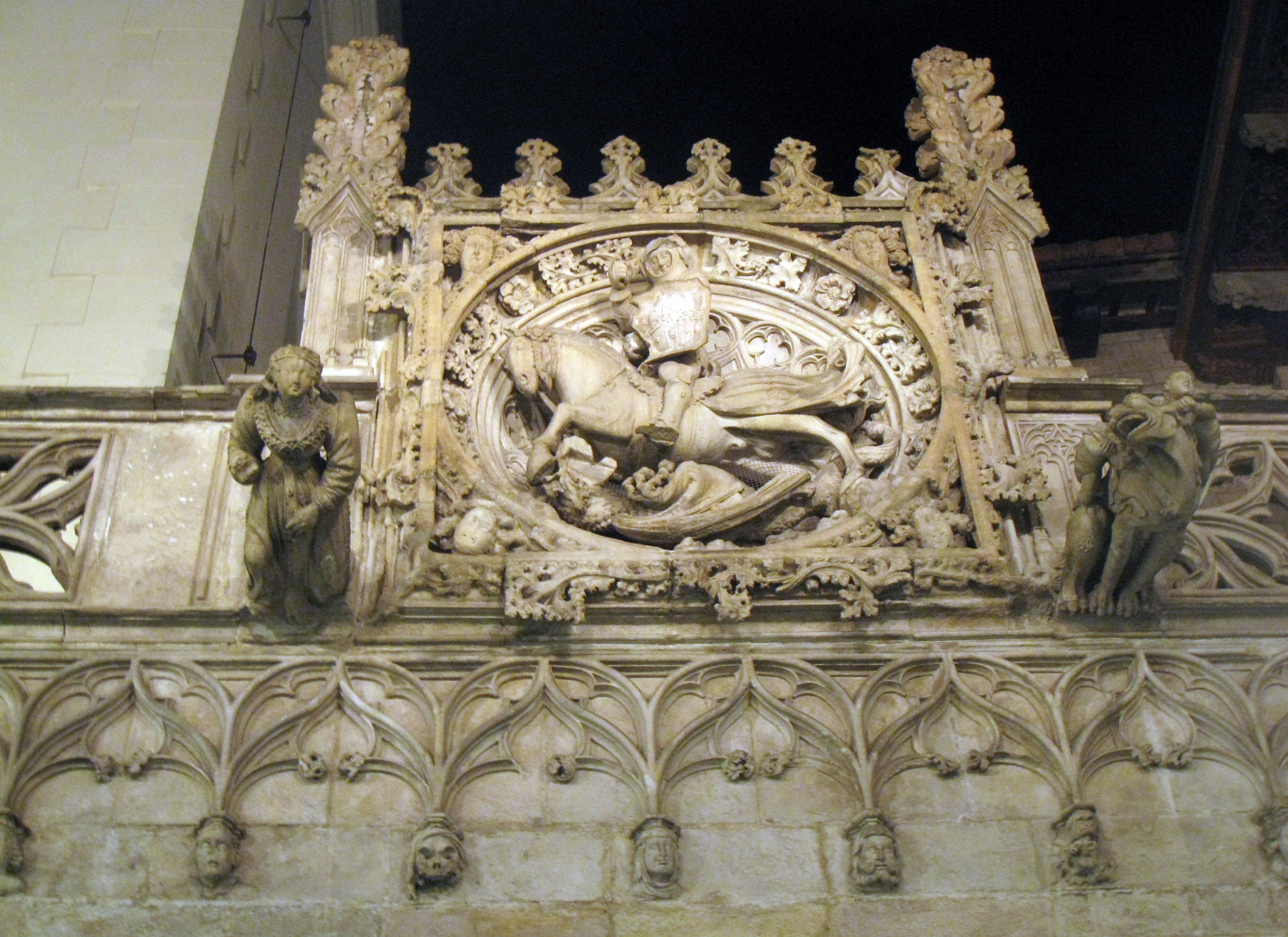
Baixo relevo de Sant Jordi, de Pere Joan
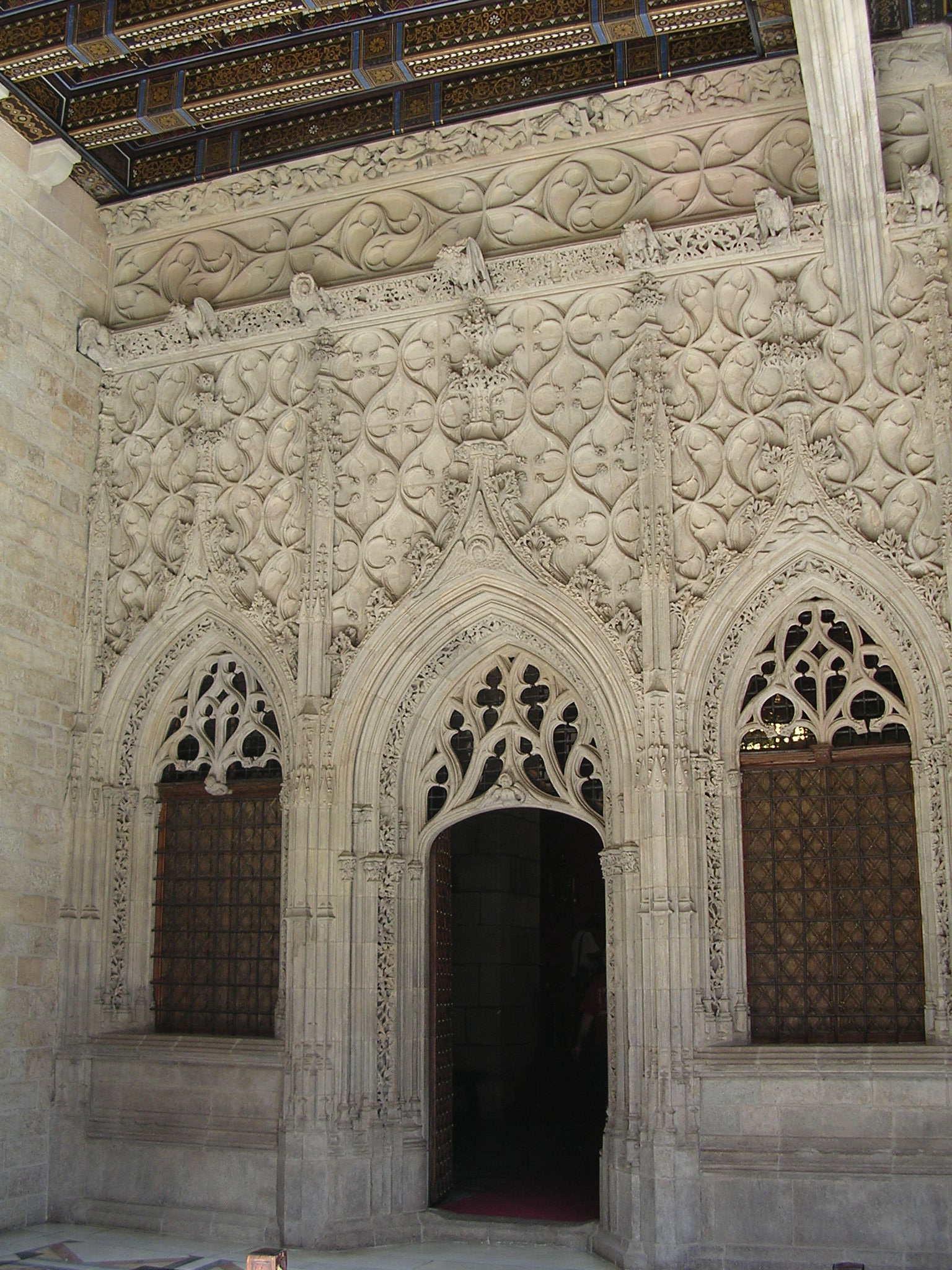
Fachada da capela de Sant Jordi
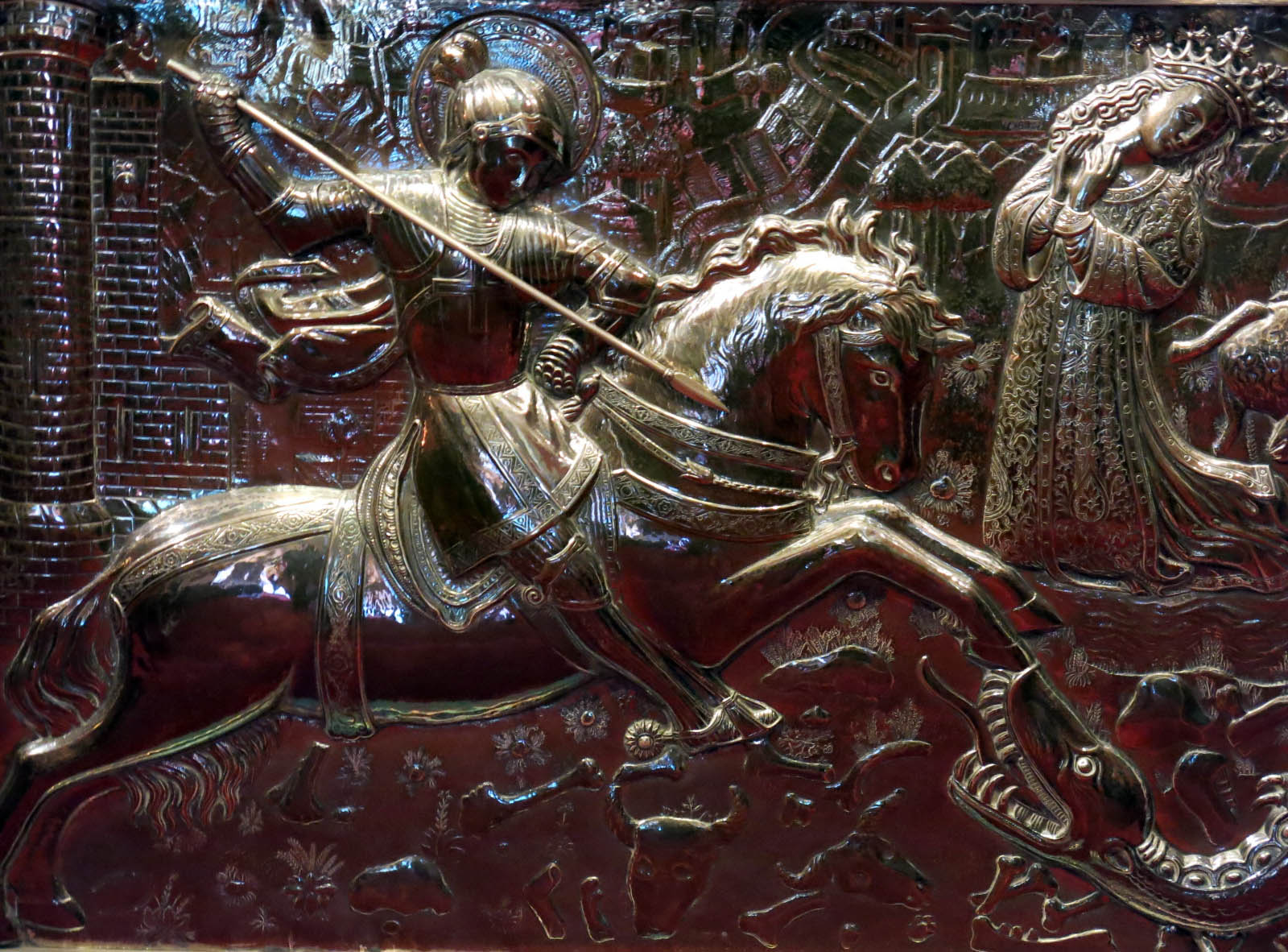
Frontal do altar da capela de Sant Jordi (1450)
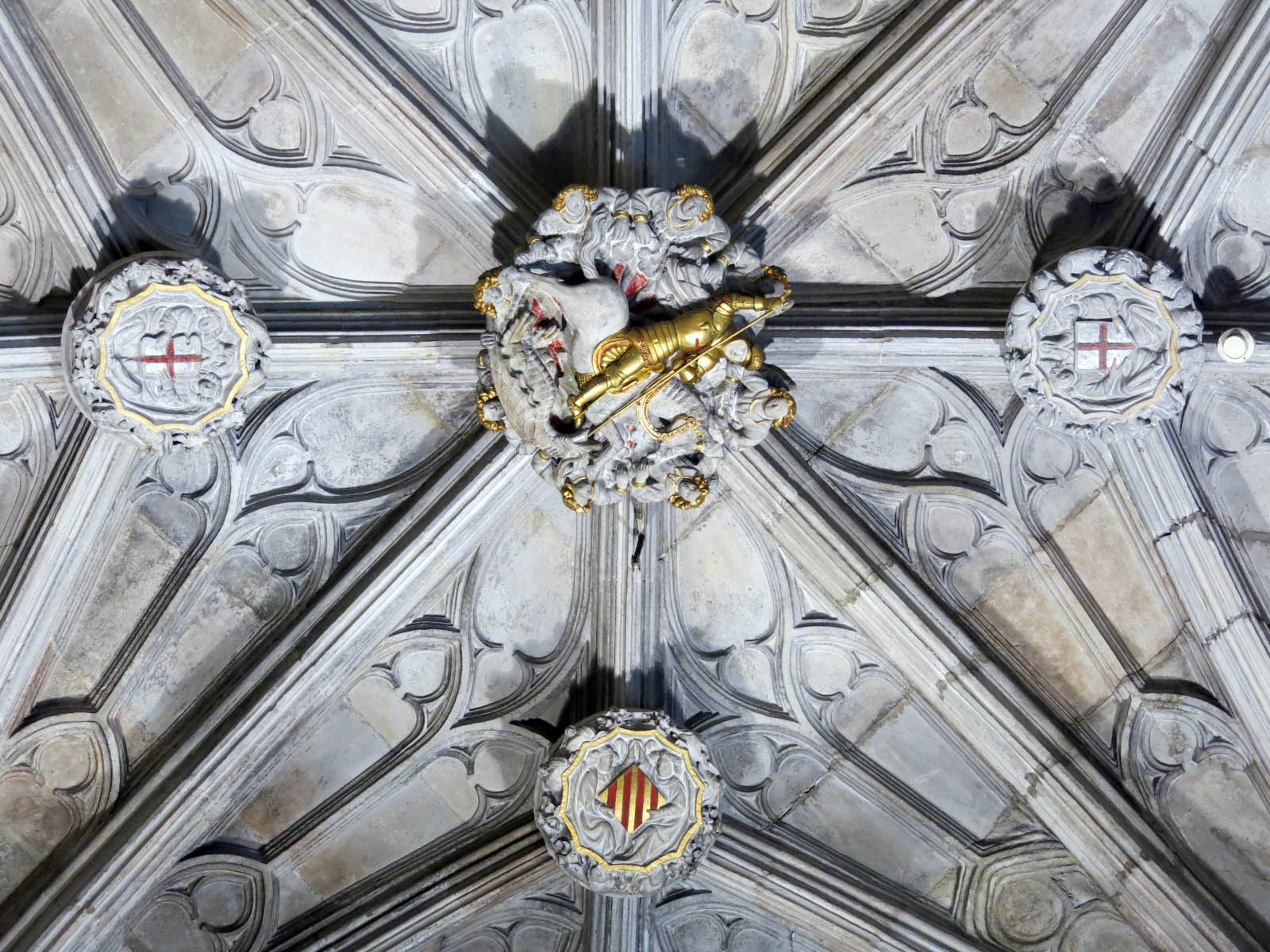
Pormenor do teto da capela de Sant Jordi
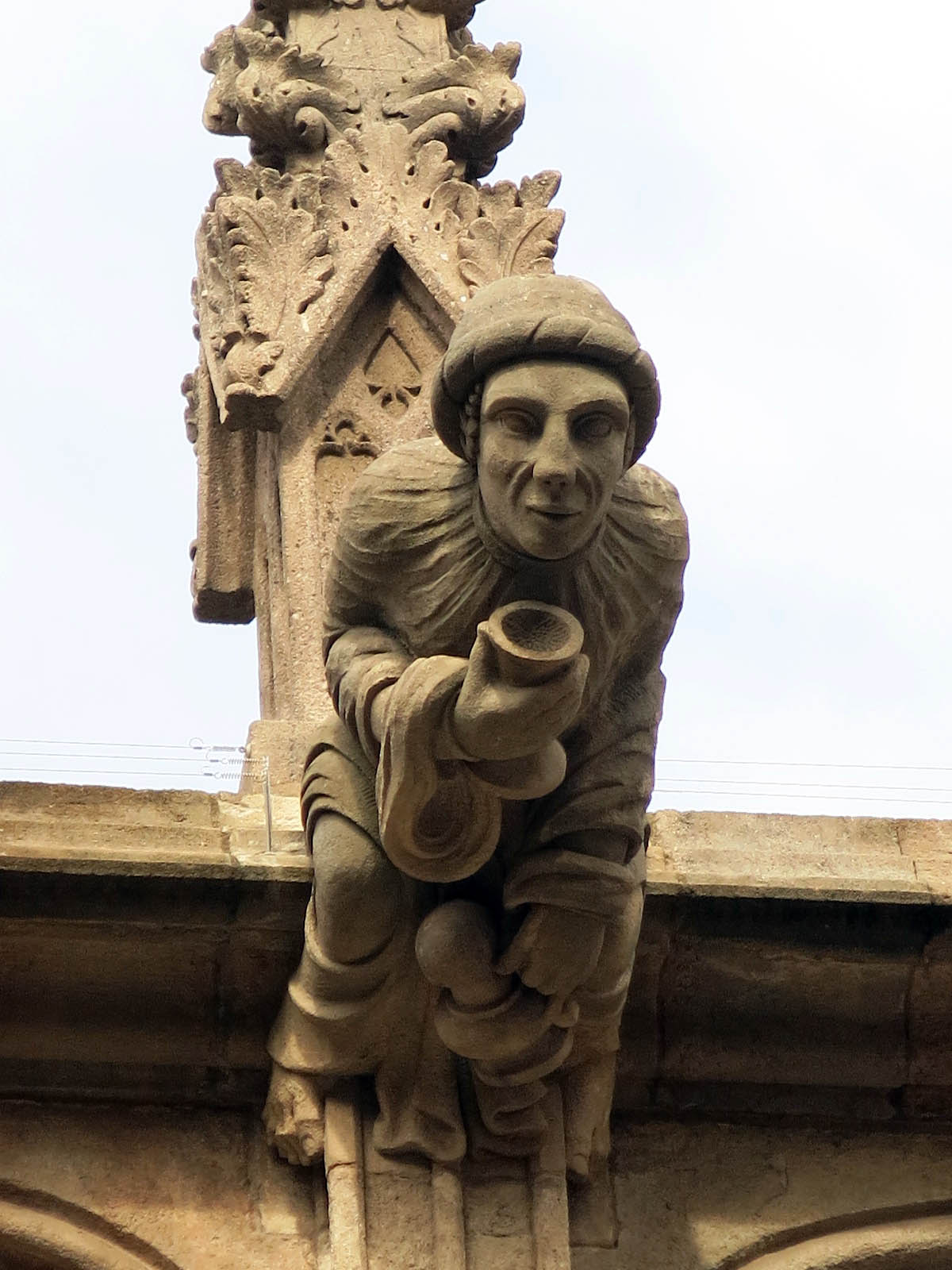
Uma das gárgolas que envolvem o pátio das Laranjeiras
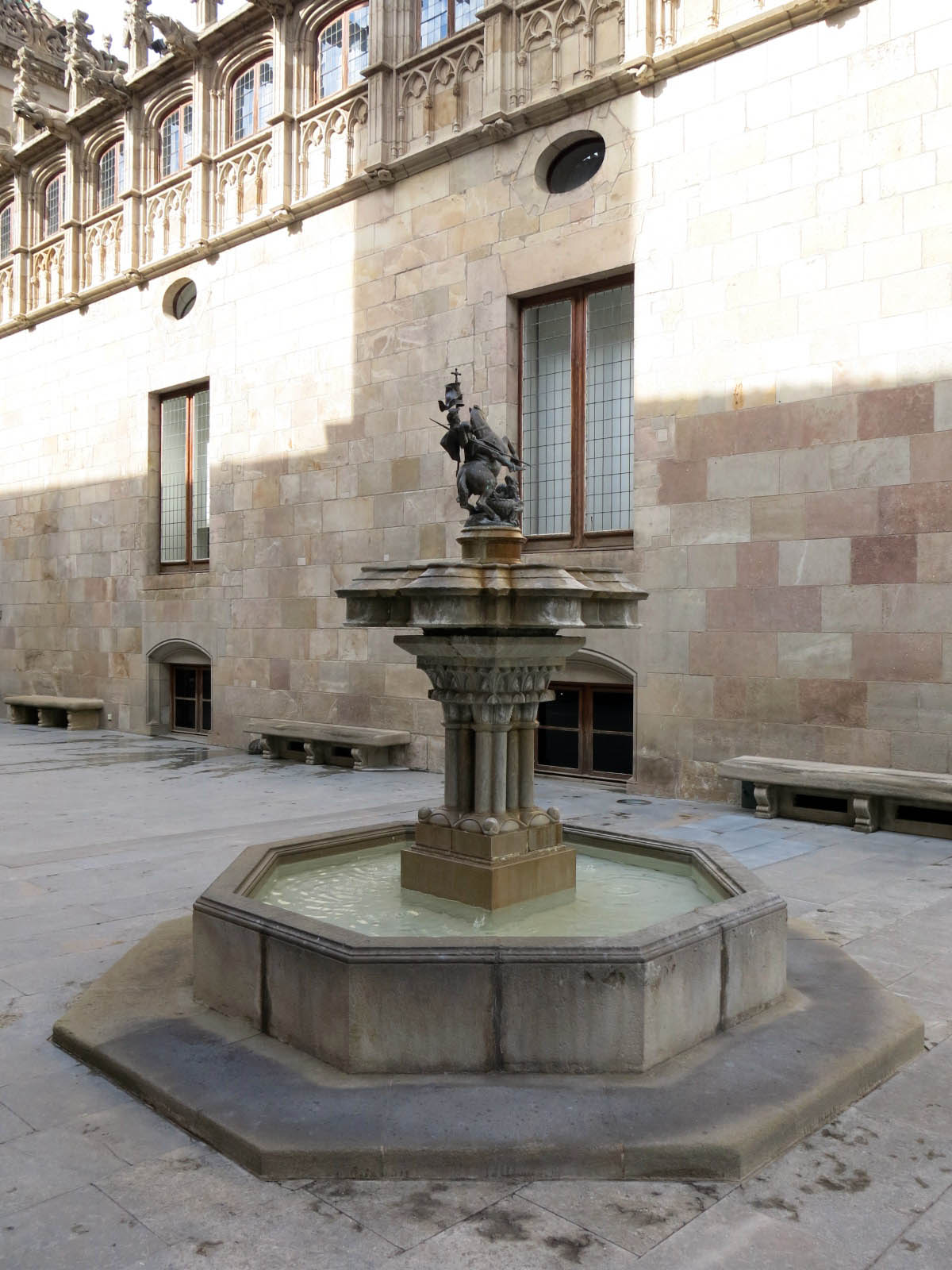
Fonte de Sant Jordi, no pátio das Laranjeiras
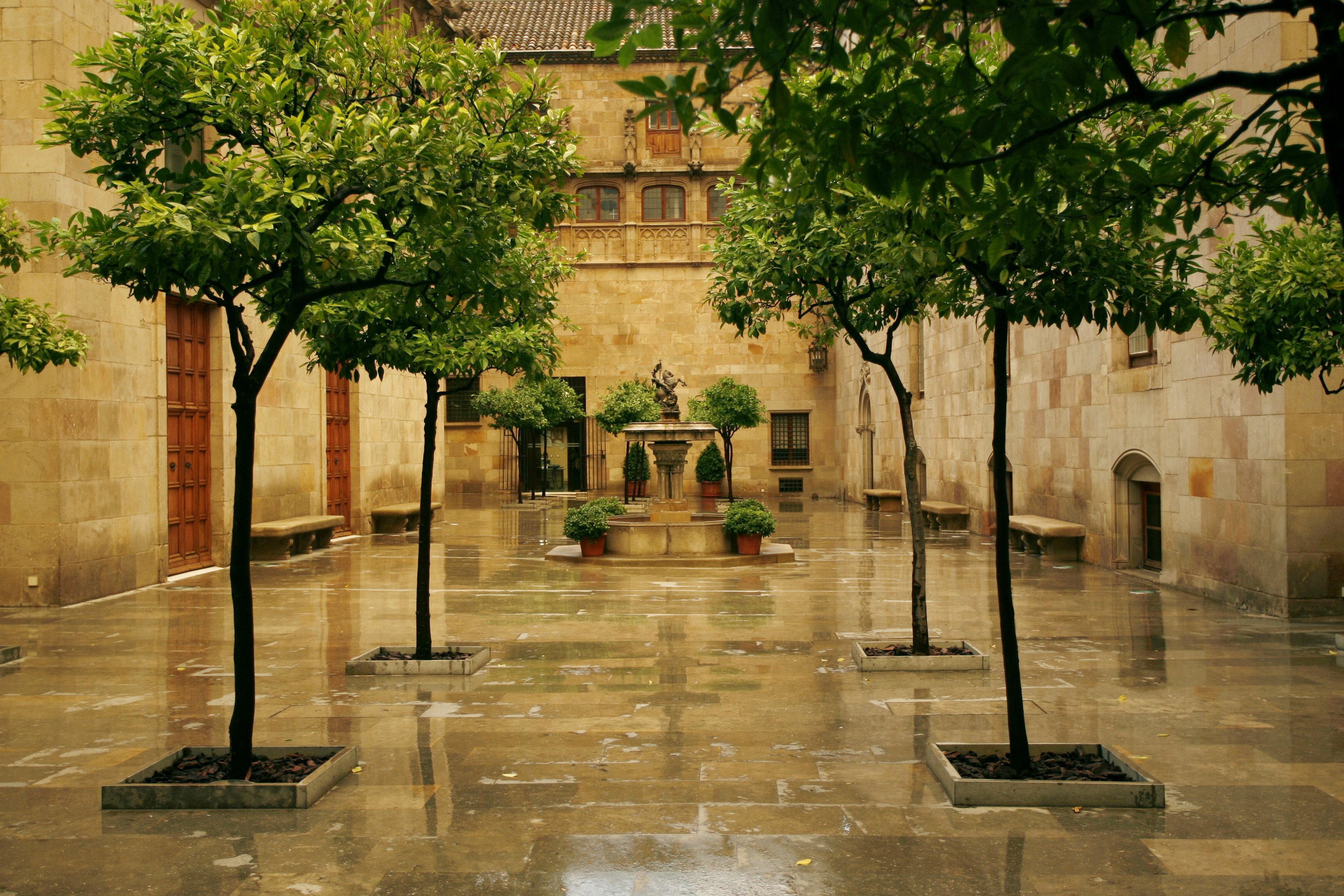
O pátio num dia de chuva
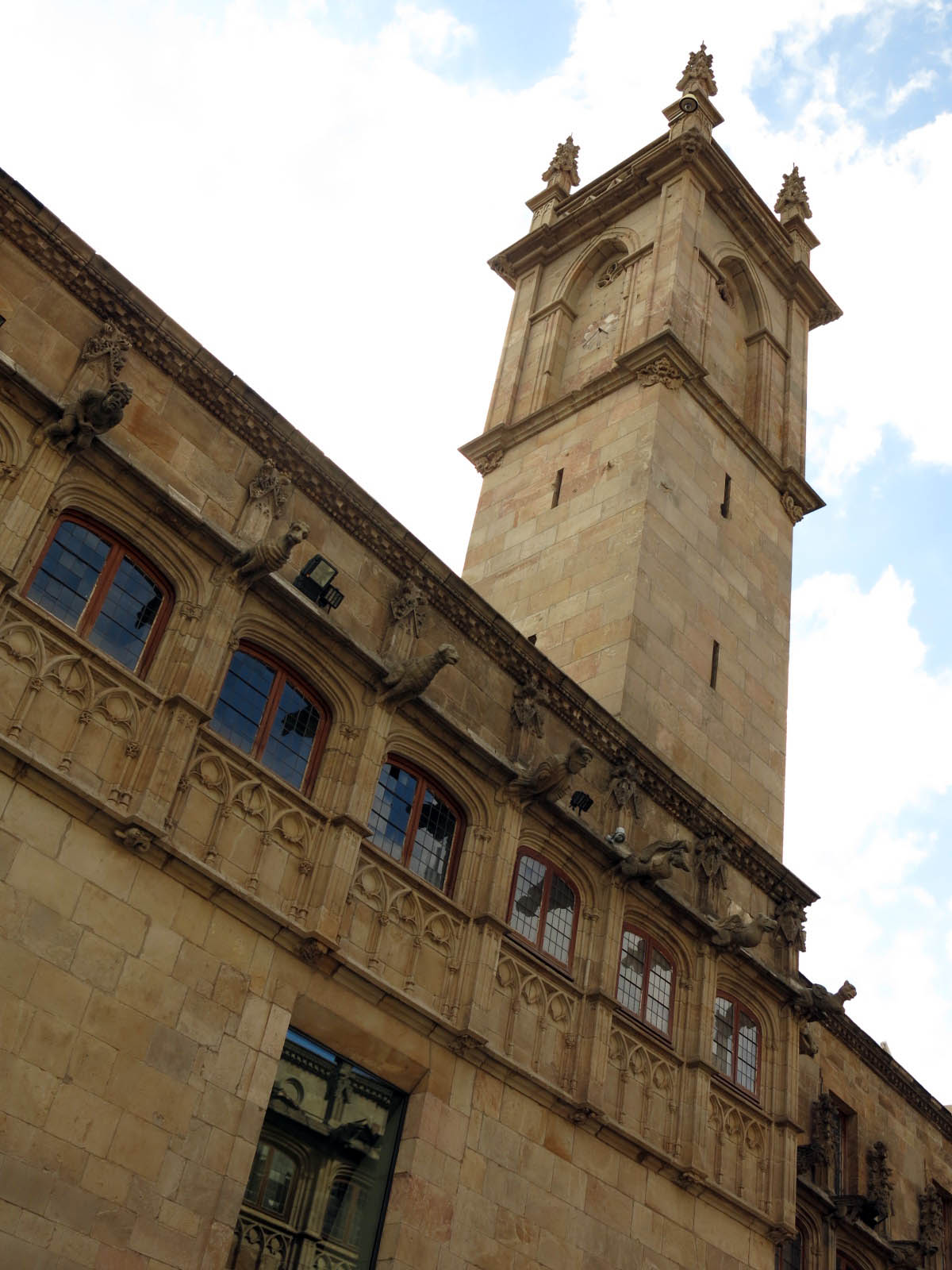
Torre do pátio das Laranjeiras
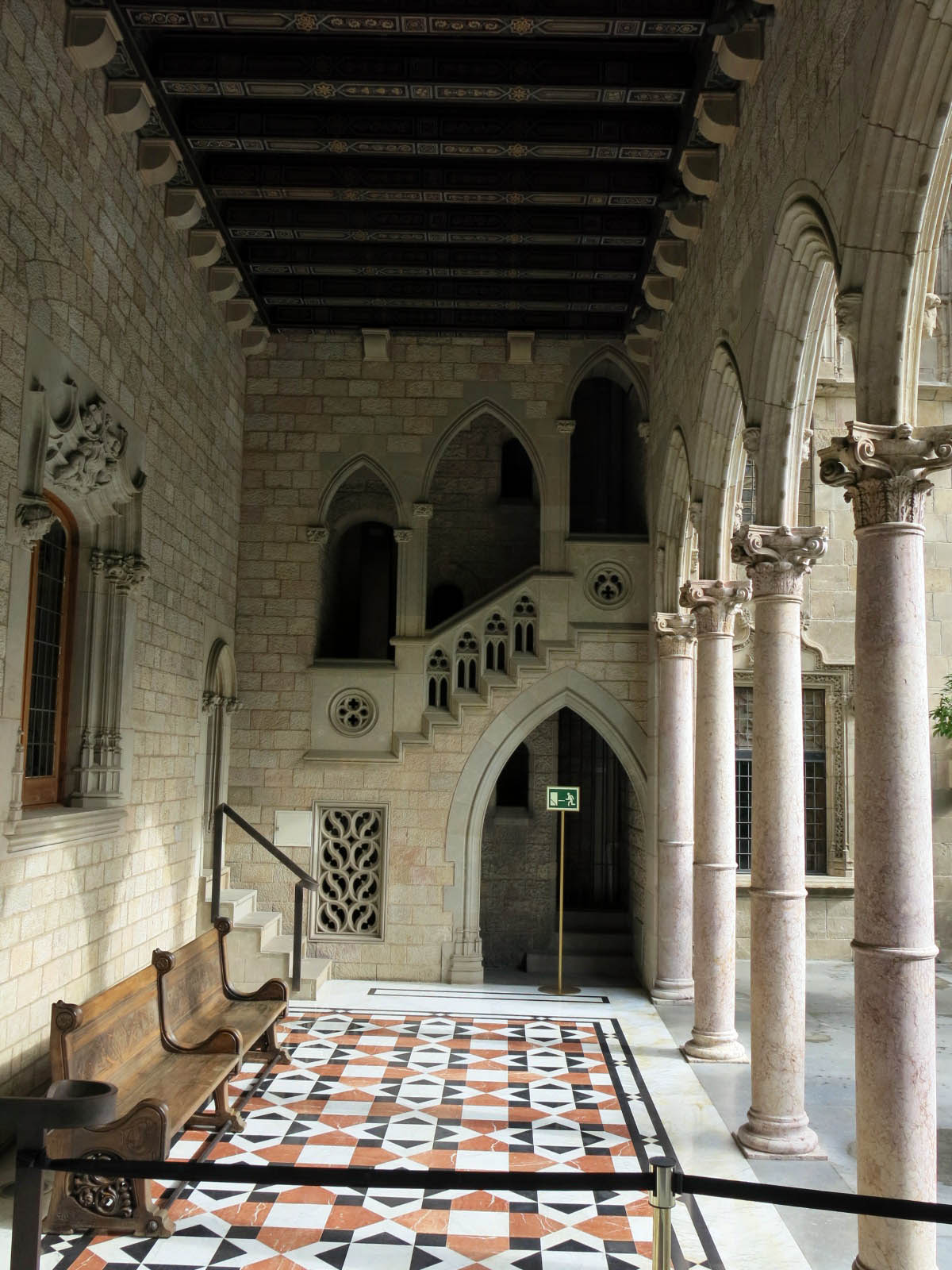
Ala do pátio das Laranjeiras
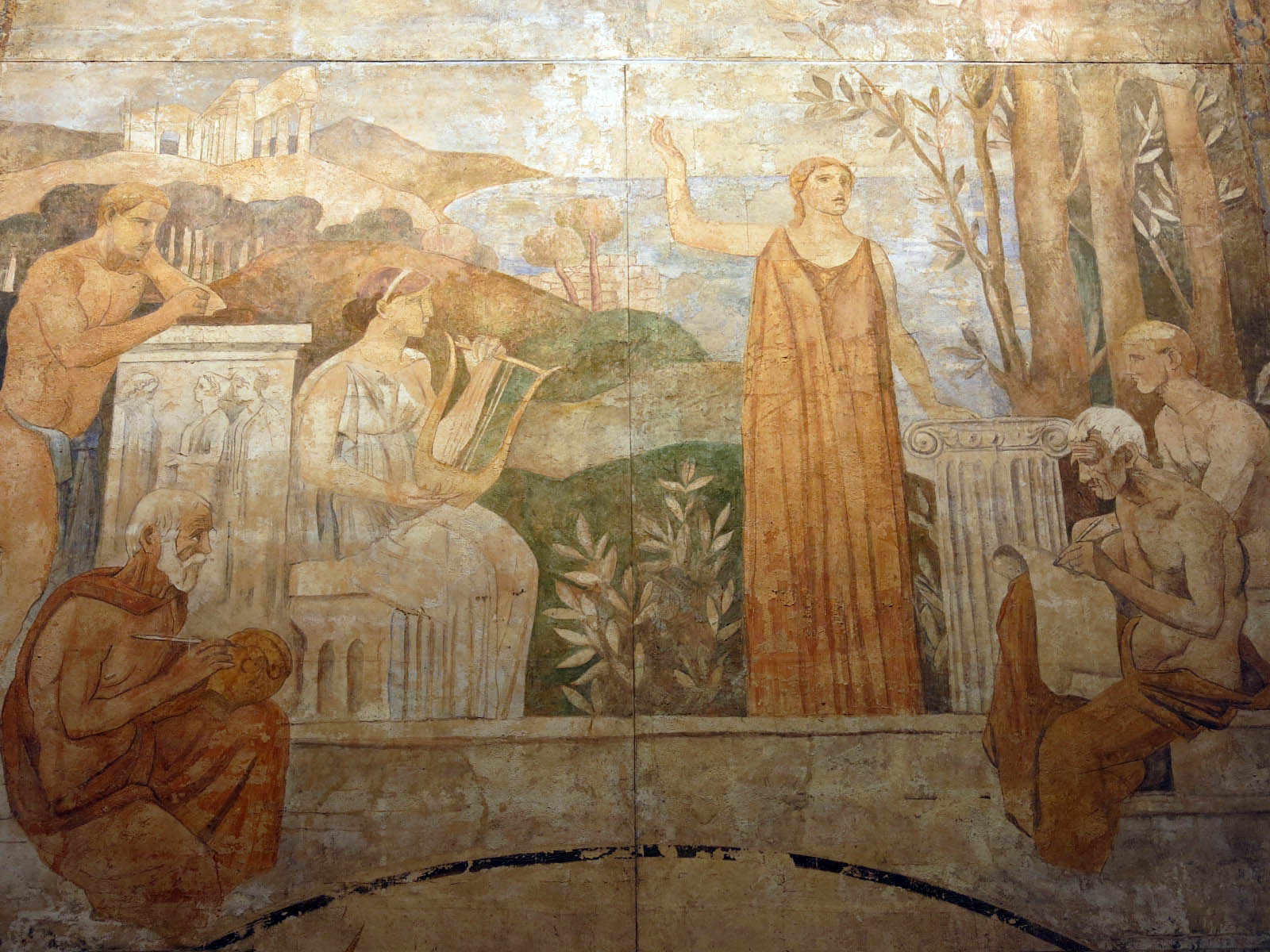
Uma das pinturas da sala Torres Garcia, que antigamente cobriam o Salão de Sant Jordi
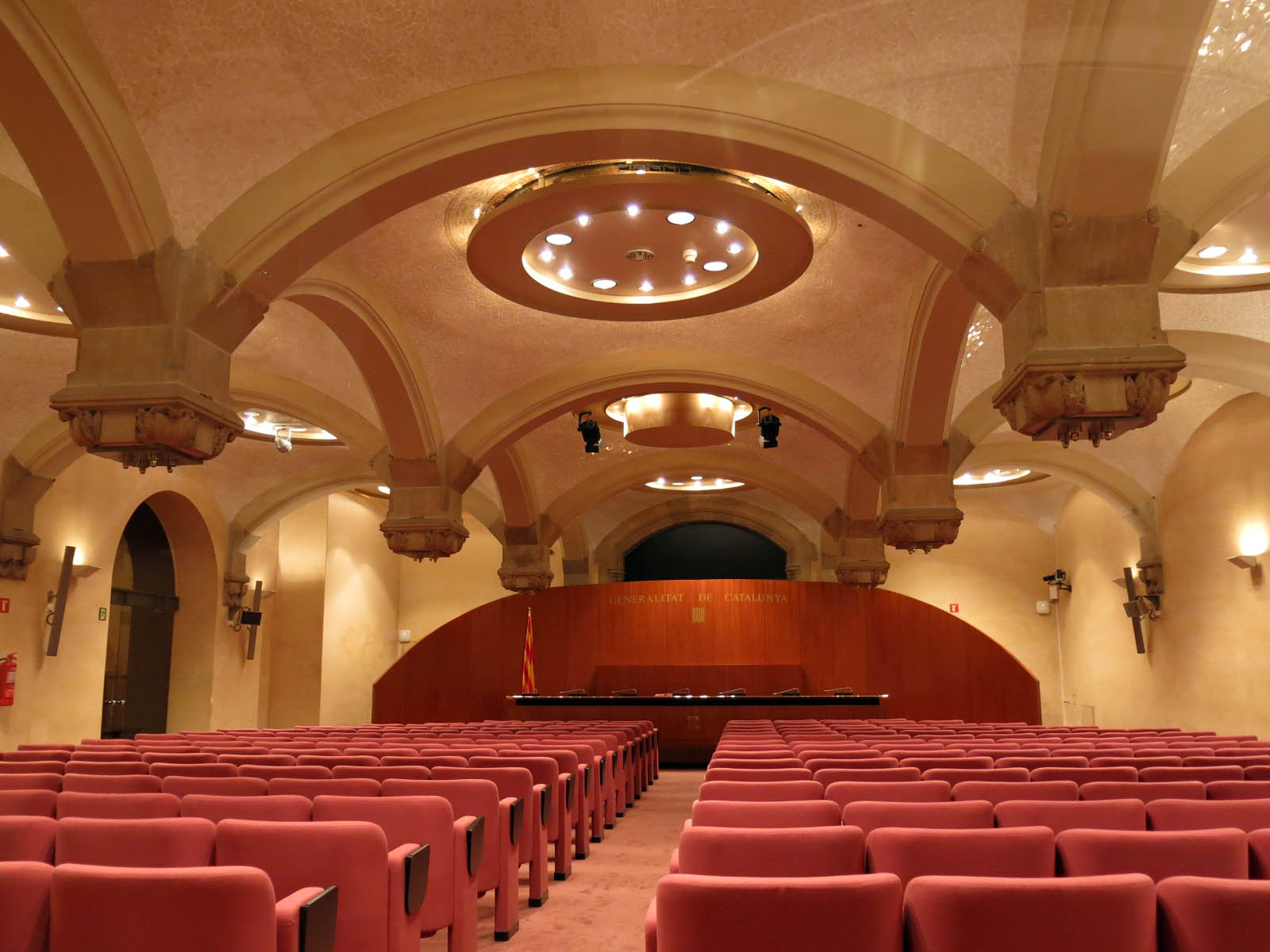
Sala de conferências
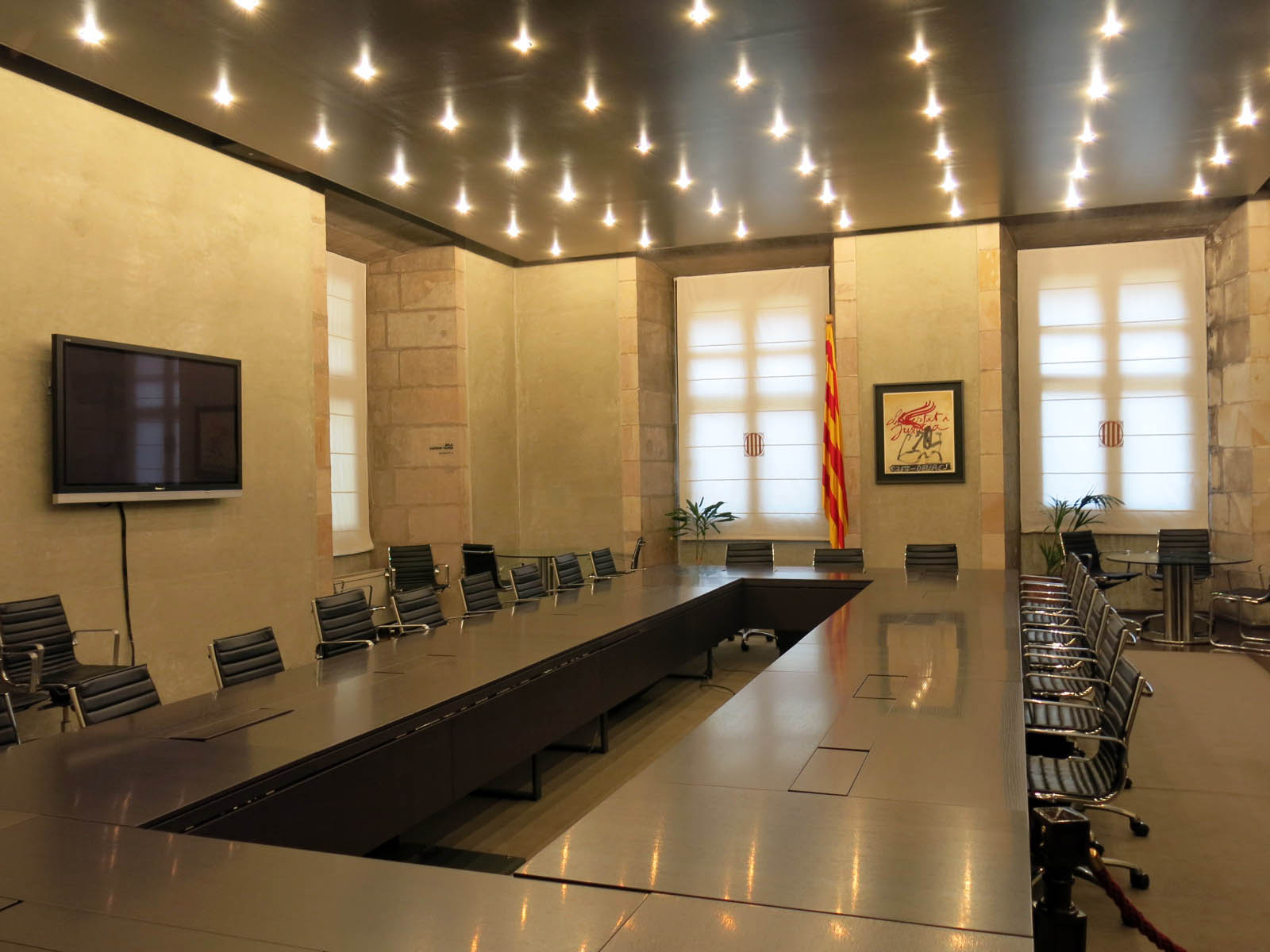
Sala Tàpies